# Johnny Haynes
John Norman "Johnny" Haynes (Londen, 17 oktober 1934 – Edinburgh, 18 oktober 2005) was een Engels voetballer die het grootste deel van zijn loopbaan uitkwam voor Fulham. Hij was de eerste voetballer met een salaris van  £100 per week, vlak na de afschaffing van het maximale weekloon van £20 in 1961.

## Loopbaan
Haynes werd geboren in Kentish Town (Londen). Hij tekende in 1950 als 15-jarige een contract bij Fulham en maakte in mei 1952 zijn debuut in het eerste elftal. In oktober 1954 debuteerde hij in het Engels voetbalelftal in een 2-0 overwinning op Noord-Ierland in Belfast. Hij speelde met zijn land op het WK 1958 en het WK 1962 (als aanvoerder).
In 1962 was Haynes in Blackpool betrokken bij een ongeluk, toen de sportauto waarin hij laat op de avond naar zijn hotel terugkeerde, door een windstoot tegen een ander voertuig knalde. Haynes had botbreuken in beide voeten en was ernstig gewond aan de knie. Hij miste een seizoen en keerde vervolgens terug bij Fulham, maar hij was niet meer dezelfde speler. Voor het ongeluk werd verwacht dat Haynes ook captain zou zijn van Engeland op het WK 1966, maar hij werd nooit meer geselecteerd voor het nationale team.
Haynes was in november 1968 kortstondig trainer van The Cottagers na het ontslag van Bobby Robson, maar hij had nooit ambitie om het trainerschap in te gaan. Zijn laatste wedstrijd voor Fulham was op 17 januari 1970 in een thuiswedstrijd tegen Stockport County. In 1970, op 35-jarige leeftijd, nam hij afscheid van het profvoetbal en ging hij in Zuid-Afrika voetballen bij Durban City. Met de club werd hij in zijn eerste seizoen kampioen.
Op 17 oktober 2005 zat Haynes achter het stuur toen hij een hersenbloeding opliep, waardoor hij onmiddellijk hersendood was. In het ziekenhuis lag hij ongeveer 30 uur aan de  beademing, voordat op de avond van 18 oktober 2005 de de behandeling gestaakt werd.

## Eerbetonen
- Een maand na zijn overlijden werd Fulham's Stevenage Road Stand omgedoopt tot de Johnny Haynes Stand.[4]
- In 2002 werd Haynes opgenomen in de English Football Hall of Fame.
- In oktober 2008 werd een standbeeld van Haynes onthuld voor Craven Cottage, het stadion van Fulham.[4]